# Mortlake, New South Wales
Mortlake este o suburbie în Sydney, Australia.